# Umeå centralstation
Umeå centralstation – stacja kolejowa w Umeå, w regionie Västerbotten, w Szwecji.
Stacja jest obsługiwana przez pociągi regionalne Norrtåg, a od września 2011 roku przez nowe pociągi SJ z południowej Szwecji. Była to jedyna stacja pasażerska w Umeå do czasu otwarcia Botniabanan latem 2010 roku, kiedy to powstała nowa stacja Umeå östra. 

## Przebudowa stacji
Wraz z budową Botniabanan powstała nowa stacja Umeå centralstation wraz z nowym deptakiem i tunelem rowerowym. Zbudowano nowe perony (455 metrowy przy budynku dworca i 175 m od strony Hagasidan, nowe przejście podziemnie i ekrany akustyczne. Prace rozpoczęły się w lipcu 2010 r., a w listopadzie 2012 otwarto zmodernizowana infrastrukturę kolejową. Remont placu kolejowego i Bangatan zakończono jesienią 2013 roku.
Na czas przebudowy dworca, cały ruch pasażerski przejęła nowo wybudowana stacja Umeå östra.

## Linie kolejowe
- Botniabanan
- Vännäs–Umeå–Holmsund

## Galeria

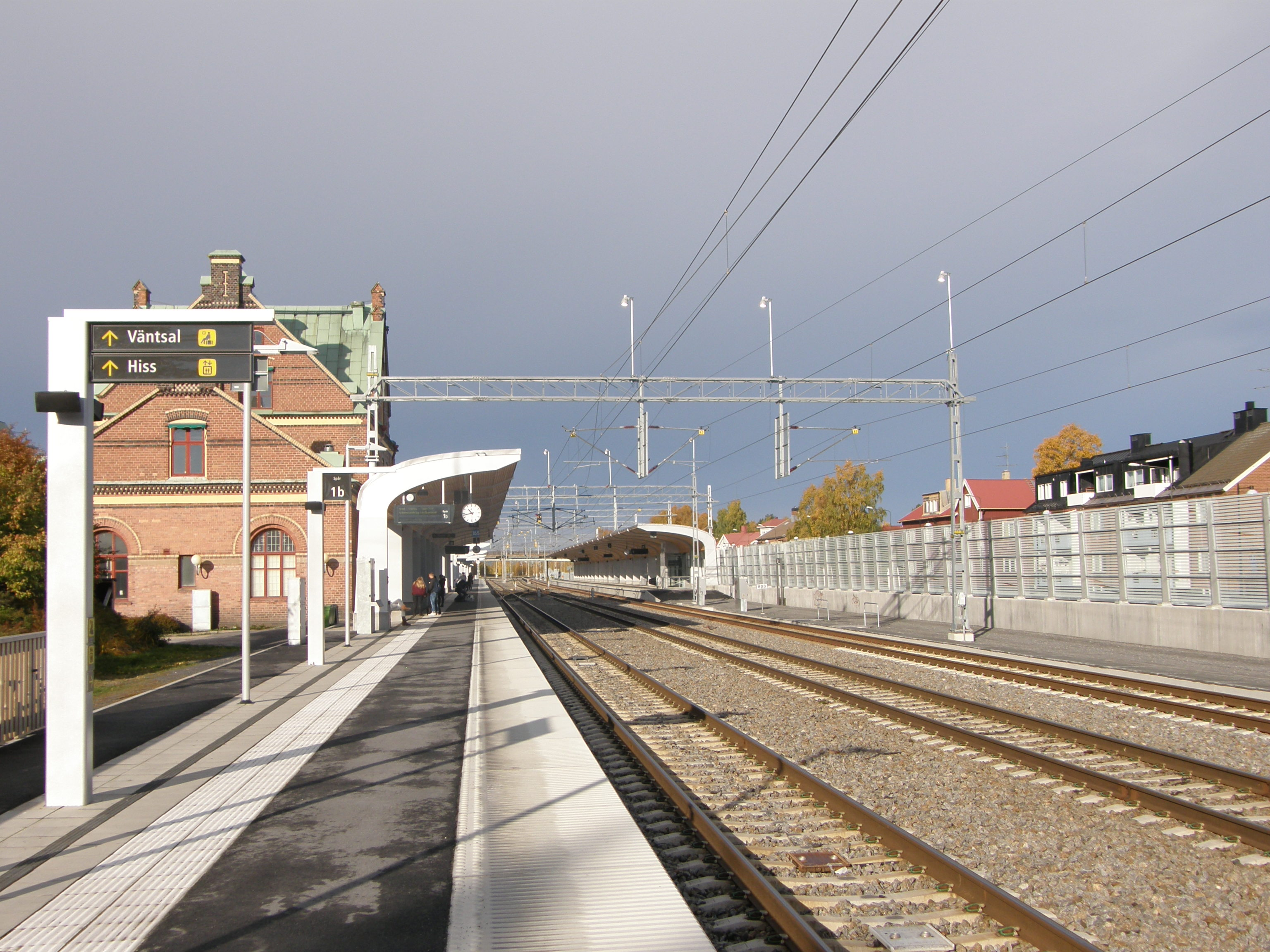
Perony
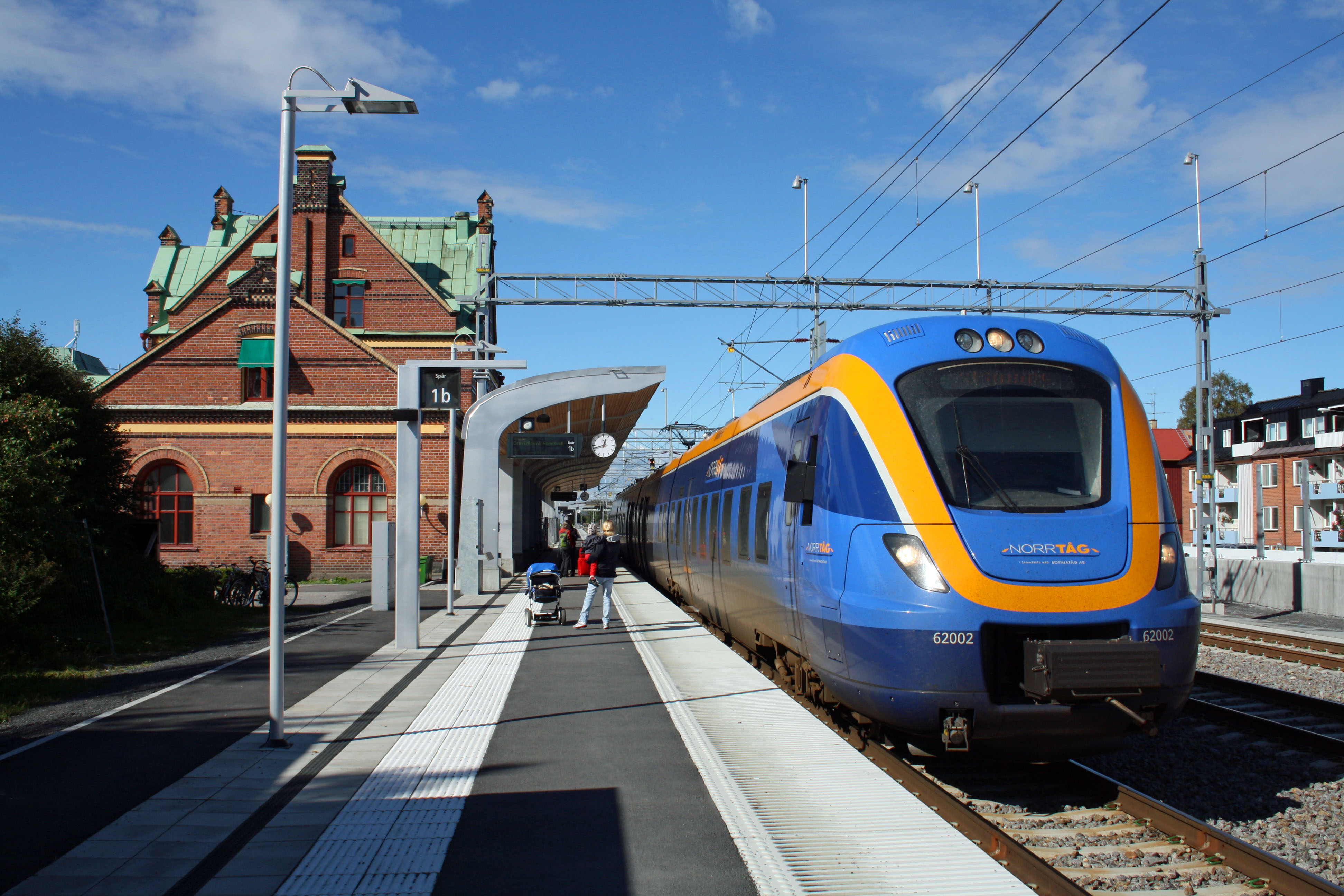
Pociąg Norrtåg do Sundsvall